# Sanscrito vedico
Il sanscrito vedico è la lingua dei Veda, i più antichi testi religiosi dell'India. I Veda furono inizialmente tramandati oralmente e per questo è ignota la data. Il più antico dei Veda, il Rigveda, si dice che sia stato composto nel II millennio a.C. e che l'uso del dialetto vedico nella composizione di testi sacri perdurò fino circa al V secolo a.C., quando iniziò ad emergere il sanscrito classico. È da notare che molti studiosi in tutta l'India e in parti dell'Europa discutono le due date e credono che i Veda siano più antichi.
La forma vedica del sanscrito è un antico discendente del proto-indoiranico ed è ancora relativamente simile all'antica lingua protoindoeuropea. Il sanscrito vedico è la più antica lingua attestata delle lingue indoiraniche (o "indoarie") della famiglia delle lingue indoeuropee. È anche imparentato con l'avestico, la più antica lingua conservata delle lingue iraniche.

## Storia
Si possono identificare cinque tappe nella storia della lingua vedica:
1. Rigvedico (1500 a.C.)
2. lingua dei Mantra (XII secolo a.C.)
3. prosa Saṃhitā (circa 1100-800 a.C.)
4. prosa Brāhmaṇa (circa 900-600 a.C.)
5. lingua dei Sutra (500 a.C.)

Attorno al 500 a.C. fattori linguistici, culturali e politici contribuirono alla fine del periodo Vedico. La codificazione del rituale Vedico raggiunse il picco ed emersero movimenti opposti come il Vedānta. Dario I di Persia invase la valle dell'Indo e il centro politico dei regni indoari si spostò ad est, nella piana gangetica. Attorno a questo periodo, Pāṇini codificò la sua grammatica sanscrita (V secolo a.C.).
| Controllo di autorità | Thesaurus BNCF 17542 · LCCN (EN) sh85142475 · GND (DE) 4120384-7 · BNF (FR) cb11969155t (data) · J9U (EN, HE) 987007534277205171 · NDL (EN, JA) 00560571 |